# 알라티리
알라티리(러시아어: Ала́тырь, 추바시어: Улатăр)는 추바시 공화국에 위치해 있는 도시이다. 또한 알라티리는 1552년에 이반 그로즈니가 세웠다. 그리고 알라티리의 면적은 41.7 km2다. 수라강과 알라티르강이 흐르고, 195 km지점에 체복사리가 위치해 있다. 철도로 카잔~카나시~펜자~모스크바~니주니노브고로트를 연결한다.

## 인구
인구는 4만 5,800명(2002년 기준)이다. 주민은 87.3%가 러시아인, 7.2%가 모르도바인, 4.1%가 추바슈인, 기타 1.3%이다.
주민 구성(2002년 기준)